# Бхадраяша
Бхадраяша (Бхадаяса) — индо-скифский правитель предположительно последней трети I века до н. э.
Сакская династия Северных Кшатрапов властвовала на территории Матхуры и Восточного Пенджаба с I века до н. э. по II век. Бхадраяшу считают одним из представителей этой династии, правившим в Восточном Пенджабе. О нём известно из монет из найденного клада.
По мнению учёных, нумизматический материал с изображением Бхадраяшы имеет большое сходство с продукцией денежного двора одного из последних индо-греческих царей Зоила II (или Зоила III). Исследовательница Дж. Якобссон обратила внимание, что на монетах скифского правителя изменена только легенда, где на кхароштхи указано имя Бхадраяшы. На всех обнаруженных экземплярах Бхадраяша изображён молодым. Дж. Якобссон полагает, что Бхадраяша правил около 35 года до н. э. К последней трети I века до н. э. относит время властвования Бхадраяшы и А. Симонетта. Возможно, одновременно в Матхуре правил сын и преемник «Великого сатрапа» Раджувулы Содаса.